# Episodi di Doctor Who (serie televisiva 1963) (diciassettesima stagione)
Questa voce contiene l'elenco dei 20 episodi della diciassettesima stagione della serie TV Doctor Who, interpretata da Tom Baker nel ruolo del quarto Dottore.
Gli episodi di questa stagione sono andati in onda nel Regno Unito dal 1º settembre 1979 al 12 gennaio 1980 e sono del tutto inediti in Italia. Come per tutte le stagioni della serie classica, gli episodi vengono suddivisi in "macrostorie" (in inglese, serial) con una propria continuità narrativa e un proprio titolo, qui indicato nella colonna "Titolo serial" della tabella.
Originariamente erano previsti 26 episodi, divisi in sei serial, ma le riprese dei sei episodi finali, intitolati Shada e scritti da Douglas Adams, rimasero incomplete a causa di uno sciopero dei lavoratori della BBC e non vennero quindi mai trasmessi: alcune parti furono tuttavia impiegate nell'episodio celebrativo del ventennale The Five Doctors alla fine della ventesima stagione.
Nel 1992, fu pubblicato un VHS di 111 minuti intitolato Shada, composto di sei episodi, la cui lunghezza varia tra i 14 e i 22 minuti, dove furono utilizzate tutte le scene già girate dell'episodio incompleto, integrate con una narrazione di Tom Baker sulle parti mancanti della storia. Tutta la parte narrata da un più maturo Tom Baker, è girata all'interno di un museo su Doctor Who, dove, alle spalle di Tom, si notano molti dei nemici non umani del Dottore, e anche una riproduzione di K9. Nel 2017, le parti mancanti vengono integrate con delle animazioni doppiate dal cast originale e l'episodio viene pubblicato tramite download digitale, DVD e Blu-ray.
| nº | Titolo originale              | Titolo italiano | Prima TV UK       | Prima TV Italia | Titolo serial             |
| -- | ----------------------------- | --------------- | ----------------- | --------------- | ------------------------- |
| 1  | Destiny of the Daleks I       |                 | 1º settembre 1979 |                 | Destiny of the Daleks     |
| 2  | Destiny of the Daleks II      |                 | 8 settembre 1979  |                 | Destiny of the Daleks     |
| 3  | Destiny of the Daleks III     |                 | 15 settembre 1979 |                 | Destiny of the Daleks     |
| 4  | Destiny of the Daleks IV      |                 | 22 settembre 1979 |                 | Destiny of the Daleks     |
| 5  | City of Death I               |                 | 29 settembre 1979 |                 | City of Death             |
| 6  | City of Death II              |                 | 6 ottobre 1979    |                 | City of Death             |
| 7  | City of Death III             |                 | 13 ottobre 1979   |                 | City of Death             |
| 8  | City of Death IV              |                 | 20 ottobre 1979   |                 | City of Death             |
| 9  | The Creature from the Pit I   |                 | 27 ottobre 1979   |                 | The Creature from the Pit |
| 10 | The Creature from the Pit II  |                 | 3 novembre 1979   |                 | The Creature from the Pit |
| 11 | The Creature from the Pit III |                 | 10 novembre 1979  |                 | The Creature from the Pit |
| 12 | The Creature from the Pit IV  |                 | 17 novembre 1979  |                 | The Creature from the Pit |
| 13 | Nightmare of Eden I           |                 | 24 novembre 1979  |                 | Nightmare of Eden         |
| 14 | Nightmare of Eden II          |                 | 1º dicembre 1979  |                 | Nightmare of Eden         |
| 15 | Nightmare of Eden III         |                 | 8 dicembre 1979   |                 | Nightmare of Eden         |
| 16 | Nightmare of Eden IV          |                 | 15 dicembre 1979  |                 | Nightmare of Eden         |
| 17 | The Horns of Nimon I          |                 | 22 dicembre 1979  |                 | The Horns of Nimon        |
| 18 | The Horns of Nimon II         |                 | 29 dicembre 1979  |                 | The Horns of Nimon        |
| 19 | The Horns of Nimon III        |                 | 5 gennaio 1980    |                 | The Horns of Nimon        |
| 20 | The Horns of Nimon IV         |                 | 12 gennaio 1980   |                 | The Horns of Nimon        |
| xx | Shada part I                  |                 | 1992 (VHS)        |                 | Shada                     |
| xx | Shada part II                 |                 | 1992 (VHS)        |                 | Shada                     |
| xx | Shada part III                |                 | 1992 (VHS)        |                 | Shada                     |
| xx | Shada part IV                 |                 | 1992 (VHS)        |                 | Shada                     |
| xx | Shada part V                  |                 | 1992 (VHS)        |                 | Shada                     |
| xx | Shada part VI                 |                 | 1992 (VHS)        |                 | Shada                     |

## Destiny of the Daleks
- Diretto da: Ken Grieve
- Scritto da: Terry Nation
- Dottore: Quarto Dottore (Tom Baker)
- Compagni di viaggio: Romana (Lalla Ward)

### Trama
Il TARDIS porta il Quarto Dottore e Romana su un pianeta stranamente familiare. Qui, incontrano gli androidi Movellan, impegnati in una guerra con i Dalek. Il pianeta si rivela essere Skaro, e in un bunker si cela un nemico a lungo ritenuto morto: Davros, creatore dei Dalek.

## City of Death
- Diretto da: Michael Hayes
- Scritto da: David Agnew (Douglas Adams, Graham Williams, & David Fisher)
- Dottore: Quarto Dottore (Tom Baker)
- Compagni di viaggio: Romana (Lalla Ward)

### Trama
Il Dottore si sta godendo una vacanza a Parigi con Romana quando, armato di diverse Monna Lisa, smaschera una cospirazione aliena che potrebbe causare la fine della vita sulla Terra.

## The Creature from the Pit
- Diretto da: Christopher Barry
- Scritto da: David Fisher
- Dottore: Quarto Dottore (Tom Baker)
- Compagni di viaggio: Romana (Lalla Ward), K-9 Mk. II (voce: David Brierley)

### Trama
Sul pianeta Chloris, il Dottore e Romana si ritrovano coinvolti in una lunga e segreta inimicizia tra Lady Adrasta, che governa il pianeta attraverso il terrore, e la misteriosa creatura che lei tiene in una fossa.

## Nightmare of Eden
- Diretto da: Alan Bromly
- Scritto da: Bob Baker

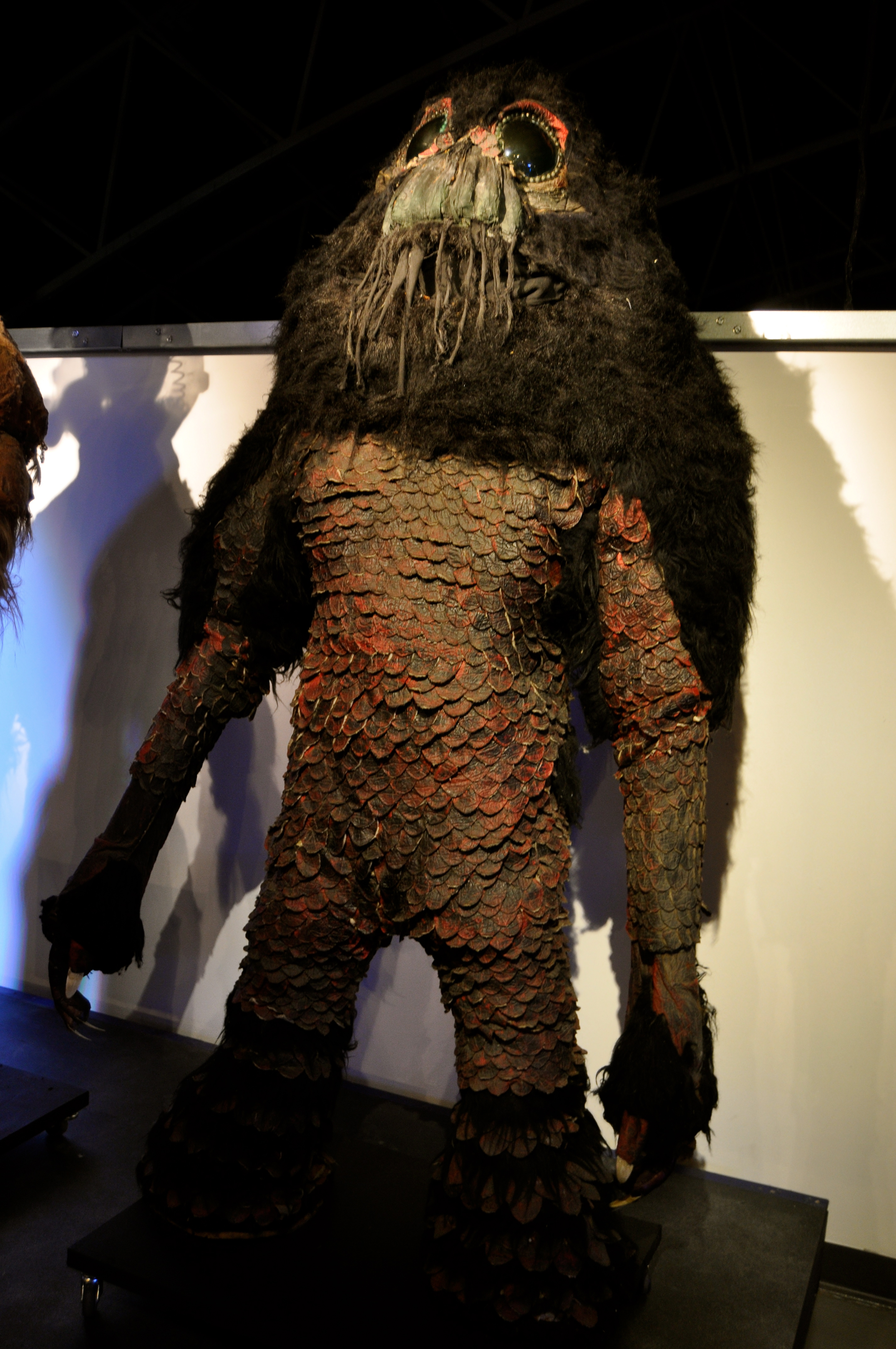
Un Mandrel, esposto alla Doctor Who Experience di Cardiff.

- Dottore: Quarto Dottore (Tom Baker)
- Compagni di viaggio: Romana (Lalla Ward), K-9 Mk. II (voce: David Brierley)

### Trama
Il TARDIS si materializza sul sito di una collisione iperspaziale tra due astronavi - risultato della quale, ora nessuna nave è più stabile dimensionalmente, rischiando così la vita di ogni persona a bordo.

## The Horns of Nimon
- Diretto da: Kenny McBain
- Scritto da: Anthony Read
- Dottore: Quarto Dottore (Tom Baker)
- Compagni di viaggio: Romana (Lalla Ward), K-9 Mk. II (voce: David Brierley)

### Trama
Dopo essersi scontrati con una nave spaziale, Il Dottore, Romana e K-9 scoprono che i giovani nativi di un pianeta pacifico di nome Aneth sono stati trasportati in un grande labirinto chiamato "The Power Complex".

## Shada
- Diretto da: Pennant Roberts (originale), Charles Norton (2017)[2]
- Scritto da: Douglas Adams
- Dottore: Quarto Dottore (Tom Baker)
- Compagni di viaggio: Romana (Lalla Ward), K-9 Mk. II (voce: David Brierley)

### Trama
In un college di Cambridge, il professor Chronotis chiede aiuto al Dottore e Romana per ritrovare un antico libro di Gallifrey. Anche uno scienziato chiamato Skagra vuole impossessarsene, il libro è infatti la chiave per accedere al pianeta Shada, una prigione costruita dai Signori del Tempo. Il piano dello scienziato è di assorbire le coscienze dei più grandi criminali per prendere il controllo dell'universo.